# Colfrancui
Colfrancui è una frazione del comune di Oderzo (TV). Conta circa 1 800 abitanti, di cui quattrocento residenti in territorio di Fontanelle, ai margini della borgata di Santa Maria del Palù.
Questa frazione sorge dove il canale Navisego, poi denominato Piavon, si dirama dal fiume Lia, il cui corso in questa zona fa da confine naturale tra i due comuni.
A unire le due parti del paese è un piccolo ponticello di età romana, ancora utilizzato.

## Onomastica
Il paese prende il nome probabilmente da un antico proprietario terriero, tale Francuio, che possedeva degli appezzamenti nella zona dove ora sorge il paese.

## Luoghi d'interesse

### Chiesa parrocchiale
La prima citazione dell'attuale chiesa parrocchiale risale al 1185.
La chiesa, dedicata al patrono san Giacomo Apostolo, risale all'XI secolo e ha subito un importante restauro nel 1926 su progetto dell'architetto Luigi Candiani.

### Ville venete
- Villa Giol-Galvagna[1], sita in territorio comunale di Fontanelle, (XIX secolo)
- Casa Aristide Casal[2] (XIX secolo)

### Mutera
Di notevole interesse storico è la Mutera, una piccola collina artificiale di epoca paleoveneta che fungeva da punto di osservazione astronomico, da tomba o da avamposto militare: nel 1982 Ammerman, Bonardi e Tonon effettuarono una campagna di scavo archeologico: fu trovato lo scheletro di un cavallo in buono stato e frammenti di un vaso decorato. Nel 1982 il geofisico Sandro Veronese realizzò un'indagine magnetica sulla Mutera, indagine che portò all'individuazione al centro della "collinetta" di un'estesa ed intensa anomalia magnetica che lo scavo successivo dimostrò essere prodotta dalla presenza di una fornace romana.

## Manifestazioni popolari
La sagra dell'Immacolata si svolgeva a inizio dicembre.
Da ricordare anche la Colfranculana, maratona non competitiva con più di quarant'anni di storia.